# Cerithidium
Cerithidium là một chi ốc biển, là động vật thân mềm chân bụng sống ở biển trong họ Cerithiidae.

## Các loài
Các loài trong chi Cerithidium bao gồm:
- Cerithidium actinium Rehder, 1980[2]
- Cerithidium australiense Thiele, 1930[3]
- Cerithidium cerithinum (Philippi, 1849)[4]
- Cerithidium diplax (Watson, 1886)[5]
- Cerithidium liratum Thiele, 1930[6]
- Cerithidium perparvulum (Watson, 1886)[7]

Các loài đưa vào đồng âm
- Cerithidium submamillatum (De Rayneval & Ponzi, 1854): đồng âm của Bittium submamillatum (de Rayneval & Ponzi, 1854)